# Västergötlands runinskrifter 101
Västergötlands runinskrifter 101, Vg 101 är inristad i en vikingatida runsten Bragnum, Flo socken, Grästorp.

## Stenen
Runstenen är 150 cm hög runsten av granit. 
Stenen är daterad till ca 980-1015.

## Inskriften

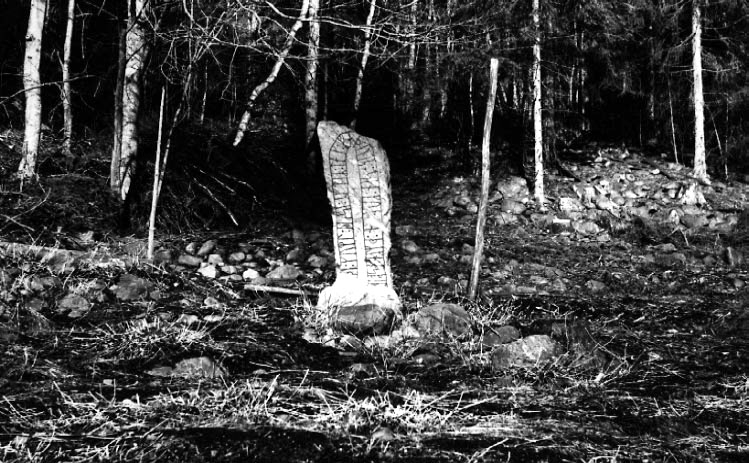
Vg 101 år 1967

Translitterering av runraden:
... ...-þi : kuml : þusi : ʀftiʀ : tak : faþur : sin : kuþ(a)n : þʀkn : osbiu... ...
Normalisering till runsvenska:
... [ræis]ti(?) kumbl þausi æftiʀ Dag, faður sinn, goðan þegn. Asbio[rn] ...
Översättning till nusvenska:
… reste detta minnesmärke efter Dag, sin fader, en god tägn. Asbjörn (högg runorna) …